# Georges Aeby
Georges Aeby (Fribourg, 1913. szeptember 21. – 1999. december 15.) svájci labdarúgócsatár. Bátyja Paul Aeby.